# Empirism
Empirismul (gr. εμπειρισμός, "test", "încercare") este doctrina filozofică a testării, a experimentării, și a luat înțelesul mai specific conform căruia toată cunoașterea umană provine din senzații asupra realității. Empirismul respinge ipoteza conform căreia oamenii au idei cu care s-au născut, sau că se poate cunoaște ceva fără referință la experiență.
Empirismul contrastează cu raționalismul continental, lansat de René Descartes. Potrivit raționaliștilor, filozofarea trebuie să aibă loc prin introspecție și prin raționament deductiv aprioric. Empiriștii susțin că la naștere intelectul este o tabula rasa, o "foaie albă, fără nici un fel de semne pe ea" și căruia doar experiența îi poate furniza idei. Problema empiriștilor a fost răspunsul la întrebarea în ce fel dobândim idei care nu au corespondent în experiență, cum ar fi ideile matematice de punct sau de linie.
Nume asociate cu empirismul includ Toma de Aquino, Aristotel, Thomas Hobbes (vezi și naturalism filozofic), Francis Bacon, John Locke (care a dezvoltat inițial această doctrină în secolul XVII și începutul de secol XVIII), George Berkeley, și David Hume.
Este considerat în mod general ca nucleul metodei științifice moderne, potrivit căreia teoriile trebuie să se bazeze pe observație mai degrabă decât pe intuiție sau credință; adică, cercetare empirică și raționament inductiv aposteriori mai degrabă decât logică deductivă pură.
Empiric este un adjectiv utilizat adesea cu trimitere la știință, atât științe naturale cât și științe sociale, care înseamnă utilizarea unor ipoteze care pot fi infirmate folosind observația sau experimentul (cu alte cuvinte prin experiență).
Într-un alt sens, empiric are în știință același sens cu "experimental". În acest sens, un rezultat experimental este o observație empirică. În acest context, termenul de "semi-empiric" sau "semiempiric" se folosește pentru a califica metode teoretice care folosesc parțial axiome de bază sau legi științifice postulate și rezultate empirice (experimentale). Asemenea metode sunt în contradicție cu metode teoretice ab initio care sunt pur deductive și se bazează pe un set de afirmații care sunt consistente una cu alta. Această terminologie este importantă mai ales în chimia teoretică.

## Empirismul și știința
Empirismul a fost un precursor al pozitivismului logic, cunoscut și sub numele de empirism logic. Metodele empirice au dominat știința până în ziua de azi. Au pus bazele metodei științifice, care este perspectiva tradițională asupra teoriei și progresului în știință. Însă în ulimele decenii mecanica cuantică, constructivismul și Structura revoluțiilor științifice a lui T. S. Kuhn au constituit niște provocări la adresa empirismului ca metodă exclusivă după care funcționează știința. Pe de altă parte, unii afirmă că teorii precum mecanica cuantică oferă un exemplu perfect pentru soliditatea empirismului; abilitatea de a descoperi până și legi științifice contraintuitive; și abilitatea de a reformula aceste teorii pentru a accepta aceste legi.

## Empirismul și istoria
În cadrul istoriografiei, empirismul se referă la istoriografia empiristă, o școală de interpretare documentară și teleologie istorică care este derivată din lucrările lui Leopold von Ranke.

## Empirismul clasic
Se referă în speță la lucrările epistemologice ale lui Toma de Aquino și Aristotel.